# Brachygalea nigrovenata
Brachygalea nigrovenata là một loài bướm đêm trong họ Noctuidae.